# ダイミョウガイ
ダイミョウガイ（Pharaonella perna） はニッコウガイ科に属する 二枚貝の一種である。従来ベニガイ属Pharaonellaとされてきたが、最近ではTonganaella属に分類されている。

## 外観
殻長約6cm。ベニガイと似た形で、白色で艶がある。殻は薄くふくらみは弱い。前側は丸く左へねじれ、後端はやや尖り右側へねじれる。殻頂および内外の一部は橙色などに彩られることがある。靭帯は外在。殻内面・外面とも非常に細密な放射線がある。套線の湾入はとても深い。

## 分布
紀伊半島から熱帯太平洋にかけて分布。潮間帯から水深20mの細砂底に生息する。